# This Train Don't Stop There Anymore
This Train Don't Stop There Anymore è un brano composto ed interpretato da Elton John; il testo è opera di Bernie Taupin.

## Il brano
Si tratta del secondo singolo estratto dall'album Songs from the West Coast (dichiarato ritorno musicale alle origini della carriera di Elton e al periodo degli anni settanta). Il brano ha un incedere lento e acquisisce forma e chiarezza con il passare dei minuti. Introdotto dal solo pianoforte suonato da Elton, vede quasi subito Matt Chamberlain cimentarsi alla batteria e Paul Bushnell fare lo stesso al basso. I cori sono opera di quest'ultimo, di Davey Johnstone e di Nigel Olsson, col contributo dell'ospite d'onore Gary Barlow. Da notare l'assenza di qualsivoglia chitarra nel pezzo; imponente, invece, risulta essere l'arrangiamento di Paul Buckmaster. Il testo di Bernie Taupin (il titolo significa letteralmente Questo Treno Non Ferma Più Lì, e presenta una licenza poetica del paroliere: infatti, in inglese, con la terza persona singolare si dovrebbe utilizzare "Doesn't" al posto di "Don't") parla di un cantante che confessa ai propri fan di non aver mai creduto nelle proprie canzoni e di non aver mai provato alcun sentimento nei confronti di esse e del significato che assumevano. 
This Train Don't Stop There Anymore è stata pubblicata nel gennaio del 2002: ha conseguito una numero 24 nel Regno Unito e una numero 10 nella classifica statunitense della musica Adult contemporary (negli Stati Uniti, comunque, la canzone è stata pubblicata esclusivamente come singolo promo).

## Video
Il videoclip del brano, diretto da David LaChapelle, è significativo: Elton non è presente, e a rappresentarlo vi è Justin Timberlake, che indossa l'abbigliamento tipico dell'autore negli anni settanta. Lo scenario rappresenta il dietro le quinte di un concerto della rockstar appena prima che questo inizi, e mostra i disagi che egli provava nei confronti di questa vita frenetica e turbolenta. Paul Reuben interpreta John Reid, manager di Elton per più di venticinque anni.

## I singoli
Singolo in CD (UK, promo)
1. "This Train Don't Stop There Anymore" - 4:20

Singolo in CD (UK)
1. "This Train Don't Stop There Anymore" - 4:39
2. "Did Anybody Sleep With Joan of Arc" - 4:18
3. "I Want Love" (live) - 4:34

Singolo in CD (UK)
1. "This Train Don't Stop There Anymore" - 4:39
2. "American Triangle" (live) - 4:35
3. "Philadelphia Freedom" (live) - 5:08

Singolo in CD (USA, promo)
1. "This Train Don't Stop There Anymore" - 4:39